# Mineralnye Vody
Mineralnye Vody (Минеральные Воды) is een stad in de kraj Stavropol, Rusland. De stad is gelegen aan de Koema en had bij de volkstelling van 2002 75.644 inwoners.
De stad komt voort uit een nederzetting in de buurt van een station aan de spoorlijn van Rostov naar Vladikavkaz, die in 1875 gereedkwam. Het station kreeg zijn naam, die 'minerale bronnen' betekent, omdat van hieruit enkele kuuroorden bereikt konden worden. De nederzetting heette aanvankelijk Soeltanovski, maar kreeg in 1920 onder de naam Mineralnye Vody stadsrechten.
Bestuurlijk centrum: Stavropol

Steden: Blagodarny · Boedjonnovsk · Georgiejevsk · Ipatovo · Izobilny · Jessentoeki · Kislovodsk · Lermontov · Michajlovsk · Mineralnye Vody · Neftekoemsk · Nevinnomyssk · Novoaleksandrovsk · Novopavlovsk · Pjatigorsk · Svetlograd · Zelenokoemsk · Zjeleznovodsk

Districten: Aleksandrovski · Andropovski · Apanasenkovski · Arzgirski · Blagodarnenski · Boedjonnovski · Georgiejevski · Gratsjovski · Ipatovski · Izobilnenski · Kirovski · Koerski · Kotsjoebejevski · Krasnogvardejski · Levokoemski · Mineralovodski · Neftekoemski · Novoaleksandrovski · Novoselitski · Petrovski · Predgorni · Sjpakovski · Sovetski · Stepnovski · Toerkmenski · Troenovski